# 퍼스트크라이
브레인비스 솔루션즈 주식회사(BrainBees Solutions Limited), 퍼스트크라이(d/b/a)는 유아, 산모 및 어린이 제품에 중점을 둔 인도의 다국적 소매 회사이다. 이 회사는 2010년에 설립되었으며 본사는 푸네에 있다. 퍼스트크라이와 베이비허그 브랜드로 운영되는 웹사이트, 모바일 앱 및 1,000개 이상의 매장을 통해 제품을 판매한다.
퍼스트크라이는 2024년 8월 13일 성공적인 기업공개에 이어 봄베이 증권거래소와 인도국립증권거래소에 상장되었다.

## 역사
2010년 11월, 수팜 마헤슈와리와 아미타바 사하는 베이비 케어, 산모 케어 및 어린이 제품을 위한 온라인 소매점으로 FirstCry.com을 시작했다. 2011년, 이 회사는 2급 및 3급 도시에서 시작하여 프랜차이즈 소유 매장을 통해 오프라인 소매업에 진출했다.
2013년 퍼스트크라이는 베이비허그라는 자체 개발 상품 의류 브랜드를 출시했다. 2015년에는 5,000개 이상의 병원과 유통 파트너십을 맺고 있다고 보고했다.
2016년, 퍼스트크라이는 마힌드라 그룹 소유의 베이비오예를 주식 스왑 거래로 ₹362크로르 (US$53.87 million)에 인수했다. 합병된 법인은 300개 이상의 매장을 보유했으며 "FirstCry.com - FirstCry Mahindra Venture"라는 이름으로 사업을 했다.
2019년, 이 회사는 플레이스쿨 회사인 Oi 플레이스쿨을 인수했다.
퍼스트크라이는 2019년 아랍에미리트에서, 2022년 사우디아라비아에서 사업을 시작했다.

## 펀딩
퍼스트크라이는 2011년 4월 SAIF 파트너스로부터 400만 달러의 자금을 조달했고, 2012년 2월에는 IDG 벤처스와 SAIF 파트너스로부터 1400만 달러를 추가로 조달했다.
2014년 1월, 퍼스트크라이는 테마섹 홀딩스의 자회사인 버텍스 벤처 홀딩스가 주도하여 1500만 달러의 자금을 유치했다. 2015년 4월에는 뉴 엔터프라이즈 어소시에이츠, 발리언트 캐피털 파트너스 및 기존 투자자들의 투자를 받아 3600만 달러 규모의 시리즈 D 펀딩 라운드를 마감했다.
2019년부터 2020년 사이에 퍼스트크라이는 소프트뱅크로부터 시리즈 E 자금 조달 라운드에서 4억 달러를 유치했다.
2021년, 퍼스트크라이는 pi 벤처스에서 ₹95 크로르 (1300만 달러)의 주식 자금 조달 라운드를 유치했다.